# 郑真珍
郑真珍（1980年12月24日—），越南华裔，出生在胡志明市，是2004年越南小姐选美比赛亚军。在留学海外前，是胡志明市连续12年的优秀学生。精通汉语、日语、英语3种外语。2002年毕业于新加坡大学，2003年获得英国Staffordshire大学的工商硕士。她还就读美国语言学和心理学专业。作为日本New Face时装公司的专属模特，郑真珍成为选美比赛最佳身材的选手之一。后定居美国生活。目前，郑真珍偶尔参加美国的时装秀，而在越南，几乎從娱乐圈“消失”。